# Hebbeding

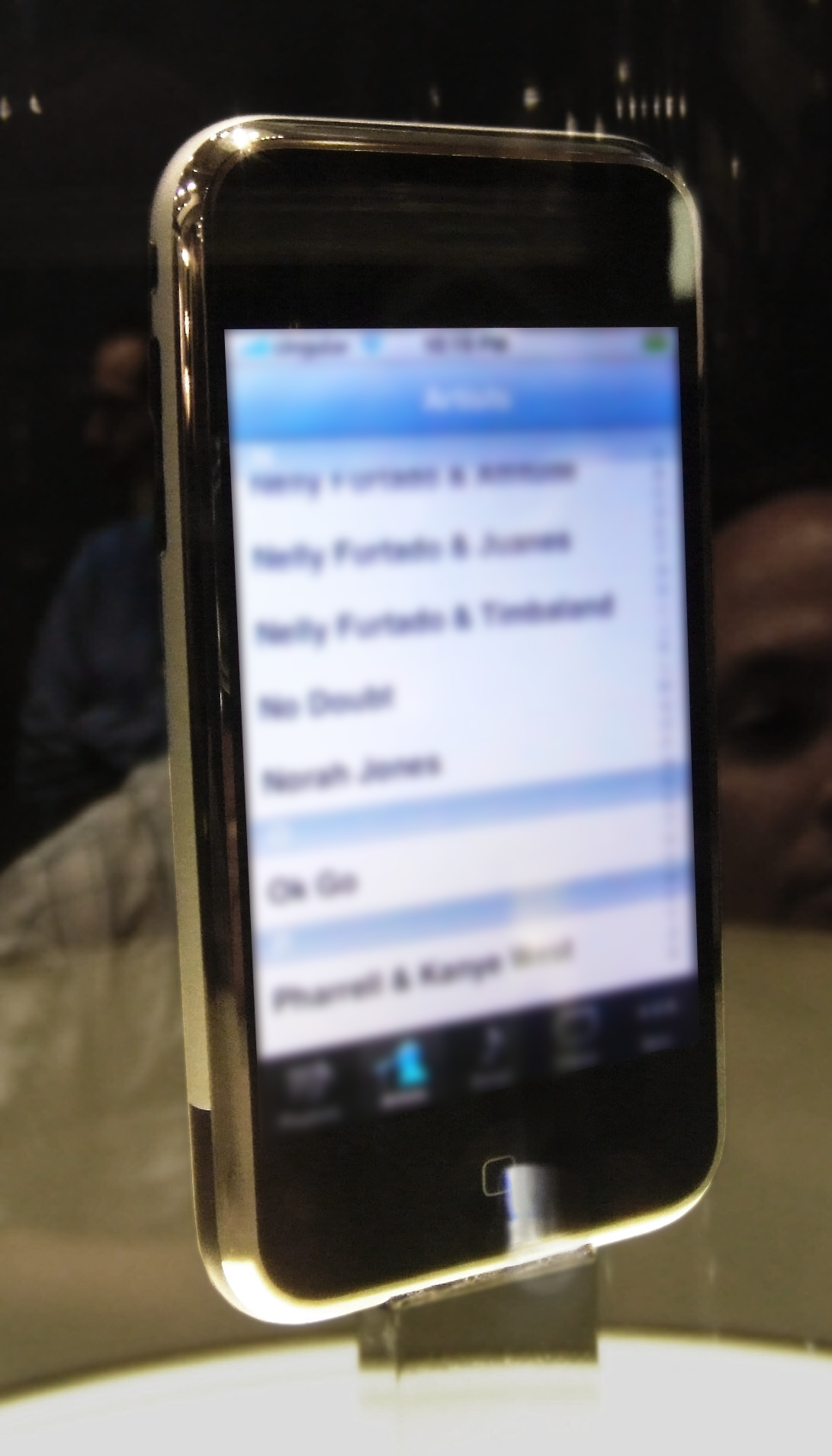
De iPhone uit 2007 (mobiele telefoon, mp3-speler, internetbrowser en fotocamera ineen) was bij introductie de ultieme gadget van Apple Inc.

Een hebbeding, (in het Engels gadget of gizmo) is een vernieuwend en slim ontworpen artikel, vaak binnen de consumentenelektronica. De gebruikte technologie of het ontwerp is vaak zo vernuftig en vernieuwend in de ogen van de geïnteresseerde of wordt als zodanig gepresenteerd dat het voor consumenten aantrekkelijk wordt gemaakt om het aan te schaffen. Soms gaat het om iets hoogtechnologisch dat door een zogenaamde trendsetter aangekocht wordt als statussymbool. Ook de aanwezigheid van speciale functies ("snufjes") verhoogt de aantrekkelijkheid. De term gadget wordt ook gebruikt om kleine softwareapplicaties met een bepaalde functie mee aan te duiden. Dure auto's zoals Ferrari's of Porsches, of andere zaken die een modale werknemer niet kan betalen worden, hoewel ze begerenswaardig zijn, meestal niet als hebbeding bestempeld, ook omdat het begrip een begrenzing van het formaat in zich draagt.
Het woord 'hebbeding' bestaat sinds het begin van de 20e eeuw. In de huidige betekenis van 'gadget' wordt het echter pas sinds de jaren zeventig gebruikt.

## Geschiedenis van het woord gadget
Het Engelse woord gadget dateert uit het midden van de 19e eeuw. Het werd aanvankelijk gebruikt om een apparaat aan te duiden waarvan men de naam even kwijt is; vergelijkbaar met 'dinges'. In het door Robert Brown geschreven boek Spunyarn and Spindrift: A sailor boy’s log of a voyage out and home in a China tea-clipper (1886) komt het voor het eerst op papier voor, gespeld als gadjet.
Het was waarschijnlijk ontleend aan het Frans; hetzij aan gâchette (onderdeel van een vuurwapen) hetzij aan gagée (klein gereedschap of een klein accessoire).

### Vrijheidsbeeld

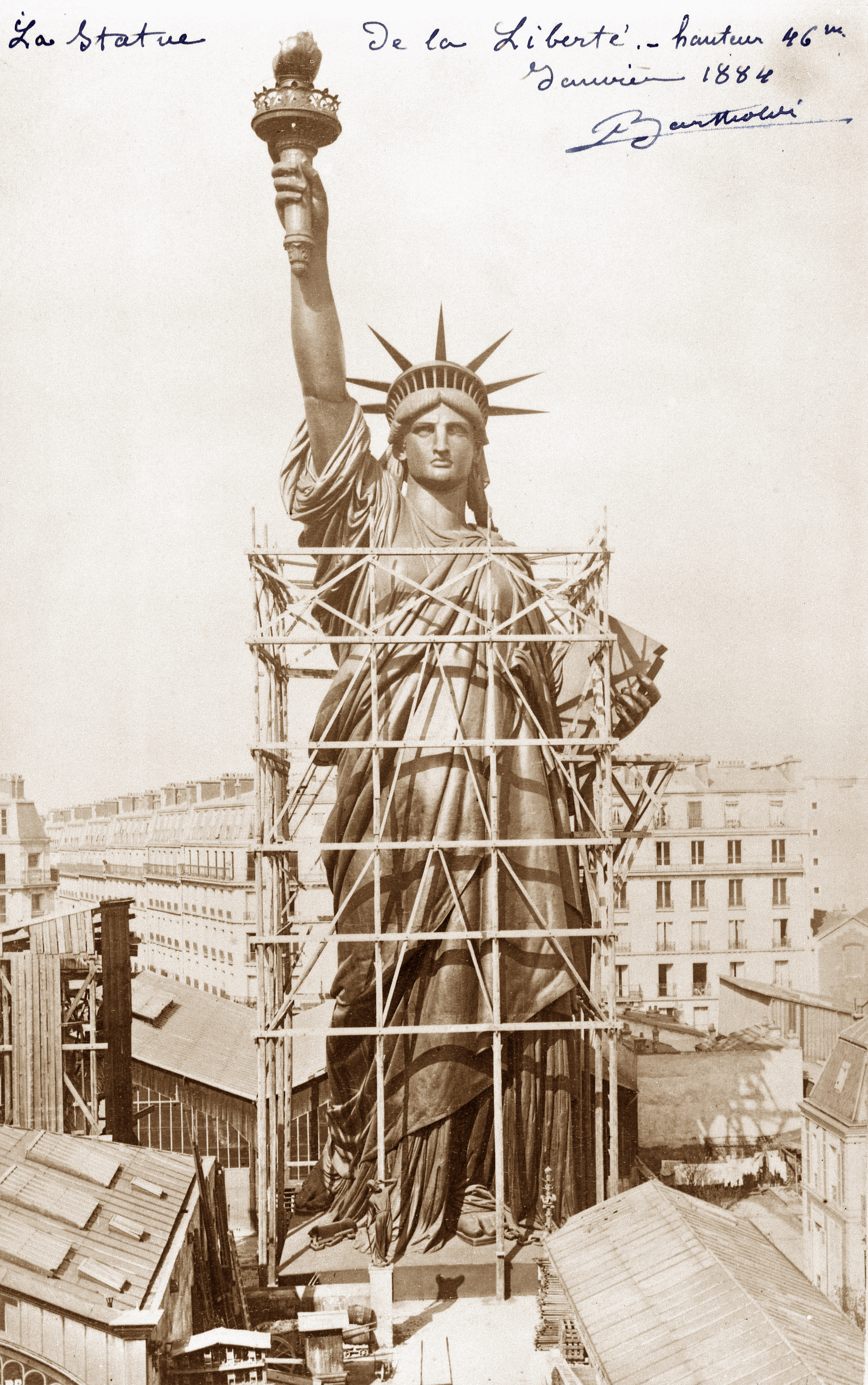
Het Vrijheidsbeeld in opbouw bij Gaget, Gauthier & Cie in Parijs, 1884

Het verhaal dat gadget komt van een Fransman genaamd Gaget, die in 1886 in New York bronzen schaalmodellen van het net onthulde Vrijheidsbeeld zou hebben verkocht met zijn naam op de onderkant, is hoogstwaarschijnlijk onjuist. Weliswaar maakte het Franse bedrijf Gaget, Gauthier & Cie de beplating voor het Vrijheidsbeeld, maar er zijn geen schaalmodellen bekend die voorzien zijn van de naam Gaget. Bovendien werd de term al voor 1886 gebruikt.

## Voorbeelden
- Elektronica:
  - gps-toestel
  - horloge met extra functies zoals hoogtemeter, kompas of DCF77-ontvanger
  - smartphone
  - smartwatch
- Laagtechnologisch:
  - zakmes met veel functies of multitool
  - zonnebril met donkere, gekleurde of weerkaatsende glazen
- Leermiddelen:
  - galileithermometer
  - globe
  - PowerBall (Gyrotwister)
  - radiometer van Crookes
  - skelet
- Software:
  - Gadgets op Google Desktop
  - Gadgets in de Sidebar van Windows Vista